# Липолд II фон Арним
Липолд II фон Арним (на немски: Lippold II von Arnim; * пр. 1525; † 1 януари 1582 във Волфенбютел в Брауншвайг) е благородник от стария род Арним от Маркграфство Бранденбург, господар в Бранденщайн, Дретцел, Вендгрьобен, споменат в документ 1525 г.
Той е син на Липолд I фон Арним († 1525) и първата му съпруга фон Барфус. Баща му се жени втори път вер. 1511 г. за Барбара фон Шлабрендорф († 1522). Брат е на Кристоф II фон Арним († 1553/1554), хауптман в Лобург, Мориц I фон Арним в Крюсов († 1584) и Каспар II фон Арним († 1579).
Липолд II фон Арним умира на 1 януари 1582 г. и е погребан в главната църква на Волфенбютел.

## Фамилия
Липолд II фон Арним се жени за Урсула фон Латорф († сл. 1540), дъщеря на Матиас фон Латорф († 1562) и Анна фон Щаупиц (1508 – 1579/1580). Те имат децата:
- Ернст фон Арним († 1601), женен пр. 9 юли 1578 г. в Данкероде за Ортия (Доротея) фон Шертвиц; нямат деца
- Хайнрих III фон Арним († 23 май 1584,	Теесен), женен I. 1564 г. за Барта фон Алвенслебен († 26 ноември 1568), II. за Барбара фон Биерн († сл. 1612); има общо шест деца
- Липолд III фон Арним († пр. 24 юни 1672), женен пр. 1597 г. за Маргарета фон Холтцендорф († сл. 1614)
- Куно I фон Арним († 1621/1624), женен I. пр. 1586 г. за Анна фон Дракхсдорф (* ок. 1554; † 10 декември 1590), II. има дъщеря; III. за Енгелхайд фон Ширщет (* ок. 1567; † 14 ноември 1597); има общо син и две дъщери
- Урсула фон Арним (1532 – 1571/1577), омъжена пр. 1554 г. за Хартвиг II фон Бредов (1530 – 1590), син на Хартвиг I фон Бредов (1500 – 1555) и Маргарета фон Холтцендорф (* 1502)
- Йохан Георг I фон Арним (* 1554; † 27 май 1603 в Магдебург), женен I. на 25/27 февруари 1582 г. в Магдебург за Анна фон Рандов (* 1566; † 12 януари 1592, Магдебург), II. 1596 г. за София фон Алвенслебен (* 7 юли 1560, Изеншнибе; † 17 септември 1635, Дретцел); има общо седем деца
- дъщеря, омъжена за Ернст фон Езебек
- Барбара фон Арним, омъжена за Георг фон Майендорф